# Сигнуманістика
Сигнумані́стика (лат. signum — знак та лат. manus — рука) — це колекціонування нашивних нарукавних / нагрудних / наспинних знаків — нашивки і шеврони. Цей термін ввів Геннадій Плоткін, власник однієї з найбільших колекцій нашивок.
Сигнуманістика доволі недавно відділилася від уніформології, оскільки нашивка лише елемент форми одягу, адже колекціонери ґудзиків називають себе філобутоністами, тому виникла необхідність виділення із загальної кількості людей, що вивчають уніформи (однострої), в незалежну категорію колекціонерів.